# Baix Penedès
Baix Penedès is een comarca van de Spaanse autonome regio Catalonië. Het is onderdeel van de provincie Tarragona. In 2005 telde Baix Penedès 79.967 inwoners op een oppervlakte van 296,24 km². De hoofdstad van de comarca is El Vendrell.

## Gemeenten
| Gemeente              | Inwoners | Gemeente                | Inwoners |
| --------------------- | -------- | ----------------------- | -------- |
| Albinyana             | 2036     | l'Arboç                 | 4562     |
| Banyeres del Penedès  | 2303     | Bellvei                 | 1643     |
| La Bisbal del Penedès | 2680     | Bonastre                | 494      |
| Calafell              | 18.905   | Cunit                   | 9017     |
| Llorenç del Penedès   | 1997     | Masllorenç              | 463      |
| El Montmell           | 1065     | Sant Jaume dels Domenys | 1877     |
| Santa Oliva           | 2700     | El Vendrell             | 30.225   |